# MAGICAL SNOWLAND
MAGICAL SNOWLAND（マジカル スノーランド）は、1992年10月3日から2021年3月27日まで毎年10月から翌年3月の期間限定で、NACK5が放送していたラジオ番組である。

## 概要
スキー･スノーボードを始めとするウィンタースポーツの情報を伝える番組。埼玉西武ライオンズ戦中継が無いプロ野球オフシーズンの10月から翌年3月までの期間限定で放送している。毎年6ヶ月のみの放送ながら、2017年シーズンで放送開始25周年を迎えた、長寿番組である。
全体的にはウィンタースポーツに関するコーナーが多いが、リスナーからテーマに沿ったメッセージを募集して紹介したり、バラエティ色の強いコーナーもあり、ウィンタースポーツファン以外のリスナーにも楽しめる構成となっている。
パーソナリティ、スノーレポーターはオーディションによって決まり、数年連続して出演する事もある。2020年度時点では男性では5シーズン連続出演した柴田聡、女性では6シーズン連続出演したドーキンズ英里奈が最多となっている。また、初代パーソナリティの加藤謙二はプロデューサーとして当番組にその後も携わっている。
毎年3月末の最終回は、パーソナリティがスタッフからドッキリをしかけられるのが恒例となっている。
なお、2021年3月6日の放送をもって番組の終了が発表され、27日に放送終了。29年半の歴史に幕を閉じた。

## 歴代のパーソナリティ
| 年度 | 男性パーソナリティ      | 女性パーソナリティ | スノーレポーター           |
| ---- | ----------------------- | ------------------ | -------------------------- |
| 1992 | 加藤謙二                | シンディ鈴木       | （不明）                   |
| 1993 | 加藤謙二                | シンディ鈴木       | （不明）                   |
| 1994 | ジョジョ大谷            | （不在）           | （不明）                   |
| 1995 | 土屋滋生                | 井坂綾             | （不明）                   |
| 1996 | 高杉二郎                | 井坂綾             | （不明）                   |
| 1997 | 近田和生                | 秋本つばさ         | 平川恵 義村路子 新保未瑛子 |
| 1998 | 近田和生                | 窪田有美           | 鈴木まひる                 |
| 1999 | 黒田治                  | 西任暁子           | 喜多村明子                 |
| 2000 | 黒田治                  | 西任暁子           | 平川恵                     |
| 2001 | 山蔭大雄 （山蔭ヒーロ） | 小嶋亜由美         | 村松由美子                 |
| 2002 | 山蔭大雄 （山蔭ヒーロ） | 小嶋亜由美         | 仲田真紀子                 |
| 2003 | 柴田聡                  | 福下恵美           | 横田佳織                   |
| 2004 | 柴田聡                  | 伊藤麻衣           | 遠近由美子                 |
| 2005 | 柴田聡                  | 西川佳江           | ARISA                      |
| 2006 | 柴田聡                  | 稲田奈緒           | 奥山奈々                   |
| 2007 | 柴田聡                  | 稲田奈緒           | 池田香織                   |
| 2008 | 有村昆                  | 鈴木あきえ         | 豊田エリー                 |
| 2009 | 有村昆                  | 福島和可菜         | 南知里                     |
| 2010 | 有村昆                  | 福島和可菜         | 福島舞                     |
| 2011 | Happyだんばら           | 菊井彰子           | 福田樹                     |
| 2012 | Happyだんばら           | 菊井彰子           | 緑川静香                   |
| 2013 | Happyだんばら           | 田代さやか         | 藤田舞美                   |
| 2014 | （不在）                | ドーキンズ英里奈   | 岡田サリオ                 |
| 2015 | 中林大樹                | ドーキンズ英里奈   | 豊田真希                   |
| 2016 | 中林大樹                | ドーキンズ英里奈   | 伊藤千凪海                 |
| 2017 | 田中幸太朗              | ドーキンズ英里奈   | 佐藤ミケーラ               |
| 2018 | 田中幸太朗              | ドーキンズ英里奈   | 鈴元まい                   |
| 2019 | 矢島八雲                | ドーキンズ英里奈   | だいすけ 池田愛            |
| 2020 | 矢島八雲                | 白本彩奈           | 正本レイラ                 |

※1999年・2000年は西任がメイン、黒田がアシスタントで出演。

※2009年10月31日は福島和可菜が急病のため、豊田エリー（2008年度スノーレポーター）がパーソナリティを務めた。

※2017年1月7日は中林大樹が体調不良のため、Happyだんばら（2011年度 - 2013年度男性パーソナリティ）がパーソナリティを務めた。

## 主なコーナー(2020年度シーズン)
- マジカル・スノーレポート

スキー場やウィンタースポーツにまつわる場所から、スノーレポーターがレポートを届ける。NACK5本社から近い場所からのレポートの場合、レポート終了後スタジオに戻って番組に出演する。
- ウィンターアロハ

「みんなで冬を楽しんでいこう」をテーマに、冬を思いきり楽しむ情報や企画を送る。
- マジカル・ライダーズ

- あつまれマジカルスノーリゾート

- マジカル・ウォール

- ゲレンデinformation

各地のスキー場の積雪情報・翌日の天気予報やオススメ情報を送る。
- DriveNavigation

この番組では、交通情報のタイトルが他の番組と異なりDrive Navigationに変わる。内容は他番組と同じだが、BGMが番組独自のものとなっている。毎年12月1日から25日は、BGMが「赤鼻のトナカイ」のピアノアレンジになる。1992年度から2020年度まで一貫して交通管制センター 森下奈津子がアナウンサーを務めた。